# Calomys
Calomys és un gènere de rosegadors de la família Cricetidae.

## Taxonomia
- C. boliviae
- C. callidus
- C. callosus
- C. cerqueirai
- C. expulsus
- C. fecundus
- C. hummelincki
- C. laucha
- C. lepidus
- C. musculinus
- C. sorellus
- C. tener
- C. tocantinsi
- C. venustus